# Nice Talking to Me
Nice Talking to Me è il quinto album in studio del gruppo rock statunitense Spin Doctors, pubblicato nel 2005.

## Tracce
1. Nice Talking to Me – 3:59
2. Sugar – 4:18
3. Margarita – 3:01
4. Happily Ever After – 3:21
5. I'd Like to Love You (But I Think You Might Be Crazy) – 5:03
6. Can't Kick the Habit – 8:16
7. My Problem Now – 3:19
8. Genuine – 5:40
9. Tonight You Could Steal Me Away – 4:26
10. Safety Pin – 4:13